# جبل كنثيل
جبل كِنْثِيل من أكبر وأعلى جبال مكة يقع في وادي صدر حنين. شرق مكة. يشرف الجبل على وادي صدر حنين من الشمال، ووادي البجيدي من الجنوب. ويقع جبلُ كبكب جنوباً منه.

## عن الجبل
يقع الجبل في وادي صدر حنين وهو حنين التاريخي التي وقعت فيه معركة حنين الشهيرة بين المسلمين وهوازن والجبل في شرق مكة وفيه شعب الضهايا. وفي شمالة تقع جبال حفايل. وكنثيل قديما من جبال هذيل منذ عصر الجاهلية حتى اليوم. ويحوي الجبل العديد من النقوش القديمة الثمودية والإسلامية وغيرها. قال عاتق البلادي عنه.
| جبل كنثيل | جبل كنثيل في ديار هذيل وبانة أحد قمم كنثيل نفسه وكنثيل جبل بارز بين الشرائع "حنين قديما" وبين نخلة اليمانية. تراه أمامك إذا جاوزت علمي طريق اليمانية مصعدا | جبل كنثيل |